# Cruceni (Timiș)

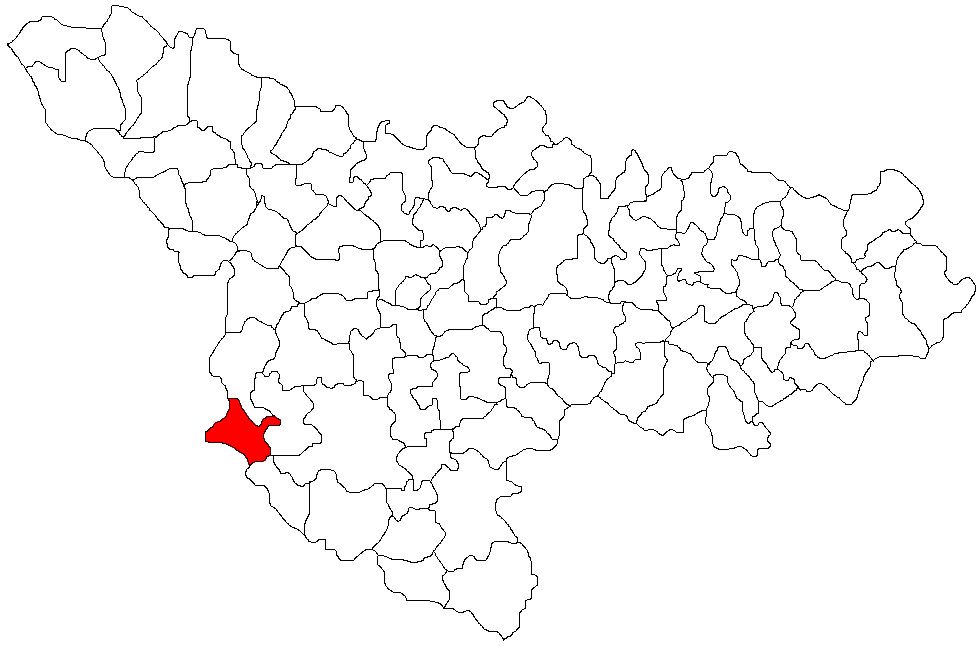
Lage der Gemeinde Foeni im Kreis Timiș

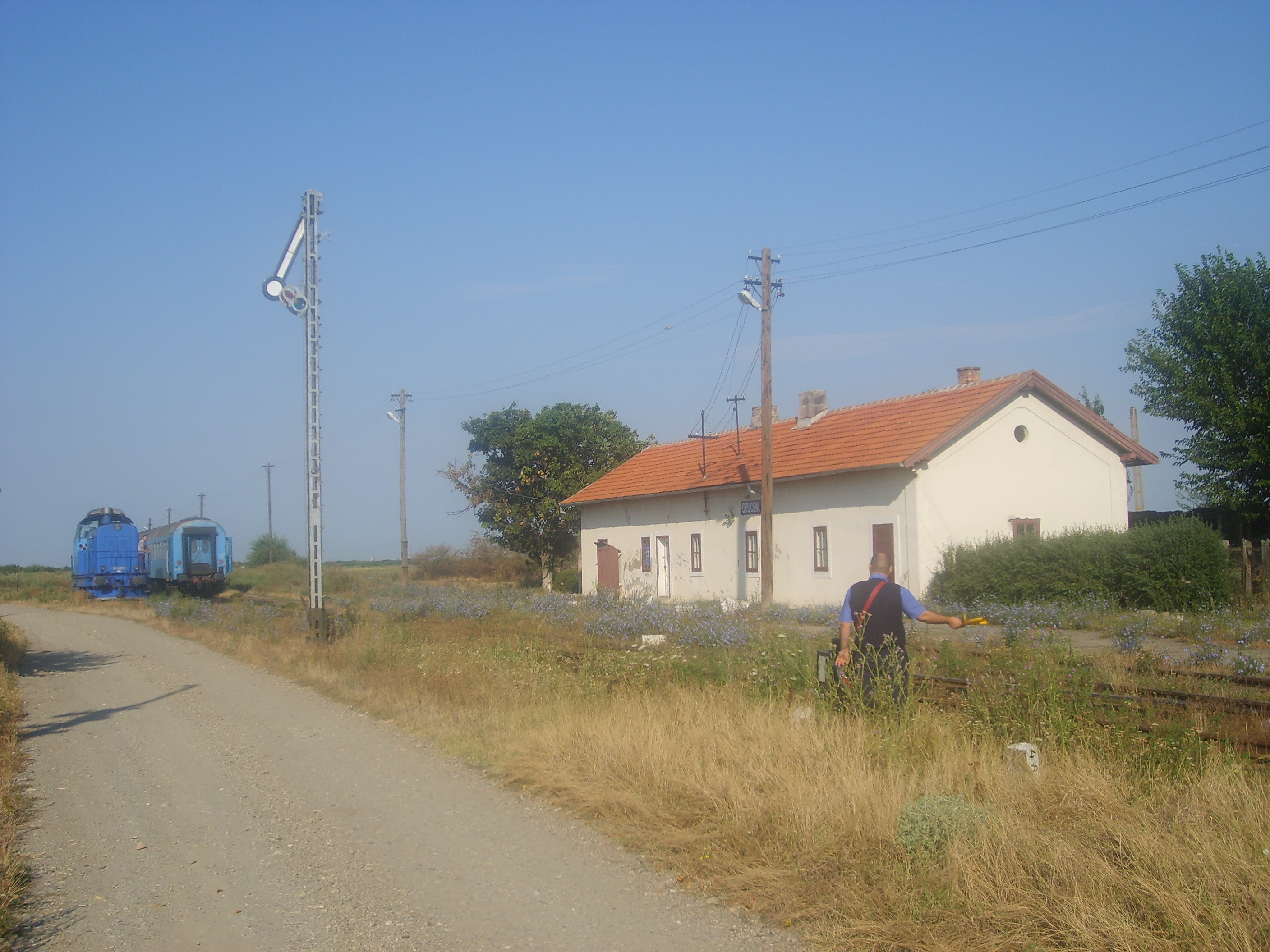
Der Bahnhof von Cruceni

Cruceni (veraltet Cheresteș; deutsch Kreuzstätten, ungarisch Torontálkeresztes oder Keresztes, Keresztur, serbisch Крућани, Крстур Krstur, Kručeni) ist ein Dorf im Kreis Timiș, Banat, Rumänien. Cruceni gehört zur Gemeinde  Foeni.

## Geografische Lage
Cruceni liegt an der Nationalstraße DN59B, dicht an der Grenze zu Serbien, 3 Kilometer südlich vom Gemeindesitz Foeni und nördlich von Grănicerii. Cruceni ist Endbahnhof der Bahnstrecke Timișoara-Cruceni.

## Nachbarorte
| Međa       | Foeni                                       | Giulvăz |
| Krajišnik  | Kompassrose, die auf Nachbargemeinden zeigt | Rudna   |
| Jaša Tomić | Grănicerii                                  | Gad     |

## Geschichte
Eine erste urkundliche Erwähnung stammt aus dem Jahr 1772, als Kreuzstätten von deutschen Siedlern gegründet wurde. Das Dorf ist nach dem Muster der banatschwäbischen Dörfer in Schachbrettform mit breiten, senkrecht aufeinander fallenden Straßen angelegt. 1780 wurde die erste katholische Kirche gebaut. Die heutige Kirche stammt aus dem Jahr 1914.
Bis 1778 war Kreuzstätten Teil der Habsburger Krondomäne Temescher Banat. Nach dem Österreichisch-Ungarischen Ausgleich (1867), als das Banat dem Königreich Ungarn angegliedert wurde, kamen die ersten Ungarn als Tabakbauern nach Kreuzstätten, was den Abzug der Deutschen zur Folge hatte. Gegen Ende des 19. Jahrhunderts war das Dorf mehrheitlich von Ungarn bewohnt und erhält die amtliche Ortsbezeichnung Torontálkeresztes, wird aber geläufig einfach Keresztes bezeichnet.
Der Vertrag von Trianon am 4. Juni 1920 hatte die Dreiteilung des Banats zur Folge, wodurch das Dorf an das Königreich Rumänien fiel. 1921 wird Cruceni die amtliche Ortsbezeichnung.
Infolge des Waffen-SS Abkommens vom 12. Mai 1943 zwischen der Antonescu-Regierung und Hitler-Deutschland wurden alle deutschstämmigen wehrpflichtigen Männer in die deutsche Armee eingezogen.
Dafür mussten die Deutschen aus Rumänien nach dem Seitenwechsel Rumäniens am 23. August 1944 büßen.
Noch vor Kriegsende, im Januar 1945, fand die Deportation aller volksdeutschen Frauen zwischen 18 und 30 Jahren und Männer im Alter von 16 bis 45 Jahren zur Aufbauarbeit in die Sowjetunion statt.
Das Bodenreformgesetz vom 23. März 1945, das die entschädigungslose Enteignung der deutschen Bauern, als ehemalige Angehörige der Deutschen Volksgruppe in Rumänien, vorsah, entzog der ländlichen Bevölkerung die Lebensgrundlage. Gleichzeitig wurden auch die Häuser der Deutschen entschädigungslos enteignet. Boden und Bauernhäuser wurden an Kleinbauern, Landarbeiter und Kolonisten aus anderen Landesteilen verteilt.
Durch das Nationalisierungsgesetz vom 11. Juni 1948, das die Verstaatlichung aller Industrie- und Handelsbetriebe, Banken und Versicherungen vorsah, fand die Enteignung aller Wirtschaftsbetriebe statt. Anfang der 1950er Jahre wurde die Kollektivierung der Landwirtschaft vollzogen.
Da die Bevölkerung entlang der rumänisch-jugoslawischen Grenze von der rumänischen Staatsführung nach dem Zerwürfnis Stalins mit Tito und dessen Ausschluss aus dem Kominform-Bündnis als Sicherheitsrisiko eingestuft wurde, erfolgte am 18. Juni 1951 die Deportation in die Bărăgan-Steppe unabhängig von der ethnischen Zugehörigkeit. Die rumänische Führung bezweckte zugleich den einsetzenden Widerstand gegen die bevorstehende Kollektivierung der Landwirtschaft zu brechen. Als die Bărăganverschleppten 1956 heimkehrten, erhielten sie die 1945 enteigneten Häuser und Höfe zurückerstattet. Der Feldbesitz wurde jedoch kollektiviert.

## Demografie
| 1880 | 417  | 9   | 379 | 20 | 9  |
| 1910 | 974  | 9   | 956 | 4  | 5  |
| 1930 | 1024 | 39  | 959 | 21 | 5  |
| 1977 | 613  | 39  | 560 | 4  | 10 |
| 2002 | 533  | 228 | 286 | 2  | 17 |